# Urolophus deforgesi
Urolophus deforgesi  (лат.) — малоизученный вид рода уролофов семейства короткохвостых хвостоколов отряда хвостоколообразных. Обитает в центрально-западной части Тихого океана. Встречается на глубине до 330 м. Грудные плавники этих скатов образуют ромбовидный диск, ширина которого превышает длину. Окраска ровного желтовато-коричневого цвета. Между ноздрями имеется прямоугольная складка кожи. Довольно длинный хвост оканчивается листовидным хвостовым плавником. Спинные плавники и латеральные складки кожи отсутствуют. В средней части хвостового стебля расположен  шип. Максимальная зарегистрированная длина 34,2 см. Размножается яйцеживорождением. Не является объектом целевого лова. В качестве прилова попадается при коммерческом промысле.

## Таксономия
Впервые вид был научно описан в 2003 году на основании особи, пойманной в ходе совместной французско-австралийской научной экспедиции, проводимой в Коралловом море в 90-х годах прошлого века.  Вид назван в честь Бертрана Рише де Форда, учёного из Исследовательского института развития, за его вклад в организацию экспедиции и сбор ценных экземпляров. Голотип представляет собой взрослого самца длиной 31,7 см, пойманного у островов Честерфилд (22°34′ ю. ш. 159°17′ в. д.) на глубине 330 м. Паратипы: самки длиной 12,7—34,2 см, самцы длиной 20,7—29,4 см и эмбрионы длиной 1,15—1,26 см, пойманные там же. 

## Ареал
Urolophus deforgesi являются эндемиками вод, омывающих острова Честерфилд. Они обитают на ограниченной территории к северо-западу от Новой Каледонии. Эти рыбы встречаются на материковом склоне на глубине от 203 до 330 м.

## Описание
Широкие грудные плавники этих скатов сливаются с головой и образуют ромбовидный диск, ширина которого составляет 109122 % длины. «Крылья» закруглены, передний край диска слегка изогнут, заострённое мясистое рыло образует тупой угол и немного выступает за края диска. Позади среднего размера глаз, поставленных близко друг к другу, расположены брызгальца в виде слезы. Между ноздрями пролегает кожаный лоскут с мелкобахромчатым задним краем. Задние края ноздрей образуют лопасти. Среднего размера рот содержит 28—33 верхних и 27—31 нижних зубных рядов. На дне ротовой полости имеются 7—8 пальцеобразных отростков, такие же отростки покрывают нижнюю челюсть. На вентральной стороне диска расположено 5  пар коротких жаберных щелей. Небольшие брюшные плавники закруглены. У самцов имеются  тонкие, заострённые птеригоподии.
Длина короткого хвоста составляет 77—84 % от длины диска. Хвост оканчивается длинным и низким листовидным хвостовым плавником. На дорсальной поверхности хвоста в центральной части расположен зазубренный шип. Спинные плавники и латеральные складки кожи на хвостовом стебле отсутствуют. Кожа лишена чешуи. Максимальная зарегистрированная длина 34 см. Окраска ровного желтовато-коричневого цвета. Край хвостового плавника коричневый, что больше заметно у молодых особей. Вентральная поверхность от белого до кремового цвета, края плавников темнее.

## Биология
Подобно прочим хвостоколообразным эти скаты размножаются яйцеживорождением. Численность помёта невелика. Длина новорожденных около 13 см. Самцы достигают половой зрелости при длине 29 см. 

## Взаимодействие с человеком
Эти скаты не являются объектом целевого лова. В их ареале практически не ведётся коммерческий промысел методом траления. Международный союз охраны природы присвоил этому виду статус сохранности «Вызывающий наименьшие опасения». 